# South Stoneham
South Stoneham var en civil parish fram till 1920 när blev den en del av Southampton St Nicholas och West End, i grevskapet Hampshire, i England. Civil parish hade 1 934 invånare år 1911. Byar nämndes i Domedagsboken (Domesday Book) år 1086, och kallades då Stanham.